# Cuptor cu microunde

Un cuptor cu microunde modern (2016)

Un cuptor cu microunde (denumit în mod obișnuit microunde) este un cuptor electric care încălzește și gătește alimente prin expunerea la radiații electromagnetice în intervalul de frecvență al microundelor. Acest lucru face ca moleculele polare din alimente să se rotească și să producă energie termică într-un proces cunoscut sub numele de încălzire dielectrică. Cuptoarele cu microunde încălzesc produsele rapid și eficient, deoarece excitația este destul de uniformă în exteriorul de 25-38 mm (1-1,5 inchi) de produs omogen cu un conținut ridicat de apă.
Cuptoarele cu microunde au un rol limitat în gătitul profesional, deoarece temperaturile din intervalul de fierbere ale unui cuptor cu microunde nu vor produce reacțiile chimice aromate pe care le va produce prăjirea, rumenirea sau coacerea la o temperatură mai ridicată. Cu toate acestea, astfel de surse de căldură ridicate pot fi adăugate la cuptoarele cu microunde sub forma unui cuptor cu microunde cu convecție.